# Kasabian/Empire
Kasabian/Empire è la terza raccolta dei Kasabian, pubblicata il 18 marzo 2013. Contiene i primi due album in studio della band, Kasabian e Empire.

## Tracce
Testi di Sergio Pizzorno. Musiche di Sergio Pizzorno, tranne dove indicato.
CD 1
1. Club Foot – 3:34 (Pizzorno, Karloff)
2. Processed Beats – 3:08 (Pizzorno, Karloff)
3. Reason Is Treason – 4:35 (Pizzorno, Karloff)
4. I.D. – 4:47 (Pizzorno, Karloff)
5. Orange – 0:46 (Pizzorno, Karloff)
6. L.S.F. (Lost Souls Forever) – 3:17 (Pizzorno, Karloff)
7. Running Battle – 4:15 (Pizzorno, Karloff)
8. Test Transmission – 3:55 (Pizzorno, Karloff)
9. Pinch Roller – 1:13 (Pizzorno, Karloff)
10. Cutt Off – 4:38 (Pizzorno, Karloff)
11. Butcher Blues – 4:28 (Pizzorno, Karloff)
12. Ovary Stripe – 3:50 (Pizzorno, Karloff)
13. U Boat – 10:51 (Pizzorno, Karloff)

CD 2
1. Empire - 3:53 (Pizzorno, Karloff)
2. Shoot the Runner - 3:27
3. Last Trip (In Flight) - 2:53
4. Me Plus One - 2:28
5. Sun Rise Light Flies - 4:08
6. Apnoea - 1:48
7. By My Side - 4:14 (Pizzorno, Karloff)
8. Stuntman - 5:19 (Pizzorno, Karloff)
9. Seek & Destroy - 2:15
10. British Legion - 3:19
11. The Doberman - 5:34

## Classifiche
| Classifica (2014) | Posizione massima |
| ----------------- | ----------------- |
| Regno Unito       | 174               |